# Pocket Tanks
Pocket Tanks este un joc de artilerie pentru Windows și Mac OS X, și mai recent pentru iPhone și Android, creat de Blitwise Productions, dezvoltatorul jocurilor Super DX-Ball și Neon Wars. Este adaptat din jocul lui Michael Welch Scorched Tanks, de pe Amiga. Jucătorii trebuie să se distrugă unul pe celălalt prin intermediul tancurilor echipate cu diverse arme.